# Henrieta
 (signalé en mai 2025).
Si vous disposez d'ouvrages ou d'articles de référence ou si vous connaissez des sites web de qualité traitant du thème abordé ici, merci de compléter l'article en donnant les références utiles à sa vérifiabilité et en les liant à la section « Notes et références ».
- Archive Wikiwix
- Bing
- Cairn
- DuckDuckGo
- E. Universalis
- Gallica
- Google
- G. Books
- G. News
- G. Scholar
- Persée
- Qwant
- (zh) Baidu
- (ru) Yandex
- (wd) trouver des œuvres sur Wikidata

Henrieta est un prénom féminin slovaque apparenté à Henri et pouvant désigner :

## Prénom
- Marie Henrieta Chotek (en) (1863-1946), comtesse slovaque
- Henrieta Delavrancea (en) (1897-1987), architecte roumain
- Henrieta Farkašová (née en 1986), skieuse alpine slovaque
- Henrieta Kecerová (sk) (née en 1973), actrice slovaque
- Henrieta Mičkovicová (sk) (née en 1967), actrice slovaque
- Henrieta Moravčíková (sk) (née en 1963), architecte slovaque
- Henrieta Mozūraitytė (lt) (née en 1955), violoniste germano-lituanie
- Henrieta Nagyová (née en 1978), joueur slovaque de tennis
- Henrieta Peťovská (sk) (née en 1931), cameraman slovaque
- Henriette Todorova (bg) (1933-2015), archéologue bulgare